# پایگاه آب‌نشین چریستیانستد هاربر
پایگاه آب‌نشین چریستیانستد هاربر (به انگلیسی: Christiansted Harbor Seaplane Base) (به زبان بومی: St. Croix Seaplane Base) یک فرودگاه خصوصی با کد یاتا SSB است که یک باند فرود آب دارد. این فرودگاه در کشور جزایر ویرجین ایالات متحده قرار دارد و در ارتفاع ۰ متری از سطح دریا واقع شده‌است.